# باش‌کوی (مورگل)
باش‌کوی (به ترکی استانبولی: Başköy) یک منطقهٔ مسکونی در ترکیه است که در مورگل واقع شده‌است. باش‌کوی ۲۱۴ نفر جمعیت دارد.